# Jean Duvergier de Hauranne
Jean-Ambroise Duvergier de Hauranne, známý také jako opat ze Saint-Cyran (1581, Bayonne – 6. října 1643, Paříž) byl francouzský římskokatolický kněz a v letech 1620–1643 opat kláštera Saint-Cyran-en-Brenne. Je známý především jako duchovní, který uvedl do Francie blud jansenismus.

## Život
Po studiu humanitních věd v jeho rodném městě a filozofie na Sorbonně odchází do belgické Lovaně, kde navštěvuje místní jezuitskou kolej. Zde se nejspíše poprvé setkává s autorem jansenismu Corneliem Janseniem, s nímž si, díky jejich podobnému smýšlení, dobře rozumí. Roku 1605 poté oba v Paříži navštěvovali přednášky galikanisty Edmonda Richera. V Paříži navazuje styky s takovými lidmi jako byl sv. Vincenc z Pauly, zakladatel Kongregace Misie, Jean-Jacques Olier, zakladatel Kongregace svatého Sulpicia či Pierre de Bérulle, zakladatel francouzské větvě oratoriánů. Nicméně když svatý Vincenc zjišťuje Saint-Cyranovi záměry a smýšlení, rozchází se s ním. To platí i pro mnohé ostatní známé Saint-Cyrana – až na Bérulleho, poněvadž ten, ač nikdy nesdílel bludy opata ze Saint-Cyran nebo Jansenia, byl jim zavázán za uvedení francouzských oratoriánů do Nizozemí. Dalším významným přítelem Haurannea byl Arnauld d'Andilly, který na stranu Haurannea strhává jeptišky z kláštera Port-Royal, jenž se poté stává centrem jansenismu. 

## Konec života a smrt
Strmý pád Saint-Cyrana je spojen s kardinálem Richelieu, který ho roku 1638 uvězňuje na zámku ve Vincennes. Richelieu o něm pronesl, že: „je nebezpečnější než šest armád.“. Po smrti Richelieua (1643) je propuštěn na svobodu a triumfálně se vrací do kláštera Port-Royal. Jeho povznesenou náladu nicméně zkazí zpráva o odsouzení spisu C. Jansenia Augustinus. Při zjištění těchto zpráv údajně pronesl: „Řím zachází příliš daleko a musí dostat lekci.“ On již ale nic podniknout nestihne, neboť ho zastihne mrtvice. Pierre de Pons, který udílel umírajícímu Poslední pomazání, poznamenal, že odmítl rozhřešení i Viatikum.